# الف فریمن (بازیکن فوتبال، زاده ۱۹۲۰)
الف فریمن (انگلیسی: Alf Freeman; ۲ ژانویهٔ ۱۹۲۰ – فوریه ۲۰۰۶ (aged 86)) بازیکن فوتبال اهل بریتانیا بود.
از باشگاه‌هایی که در آن بازی کرده‌است می‌توان به باشگاه فوتبال کریستال پالاس، باشگاه فوتبال ساوت‌همپتون، باشگاه فوتبال تاتنهام هاتسپر، باشگاه فوتبال ردینگ، و باشگاه فوتبال کانتربوری سیتی اشاره کرد.